# Leptostylus lividus
Leptostylus lividus là một loài bọ cánh cứng trong họ Cerambycidae.